# چیمنگوکو
چیمنگوکو (به لهستانی:  Ciemniewko) یک منطقهٔ مسکونی در لهستان است که در گمینا سونگسک واقع شده‌است. چیمنگوکو ۲۴۷ نفر جمعیت دارد.